# Ronn Moss
Ronald Montague Moss, conosciuto come Ronn Moss (Los Angeles, 4 marzo 1952), è un attore, musicista e cantante statunitense, conosciuto a livello internazionale per il ruolo di Ridge Forrester nella soap opera Beautiful, che ha interpretato dal 1987 al 2012.

## Carriera

### Il successo musicale con i Player
Nel 1976 Moss formò con altri tre musicisti il gruppo rock Player nel quale suonava il basso elettrico. Il gruppo fu ingaggiato dall'impresario Robert Stigwood per sua etichetta discografica RSO Records per la quale i Player incisero gli album Player e Danger Zone entrambi pubblicati nel 1978. Il primo successo del gruppo fu Baby Come Back, singolo che ebbe un buon successo internazionale e raggiunse la prima posizione della classifica Billboard Hot 100 statunitense.
Nel 1981 per la Casablanca Records produssero l'album Room With a View e parteciparono come gruppo spalla ai tour di Eric Clapton e di Gino Vannelli.
Lasciati i Player, nel 1995 Ronn Moss incise l'album Electric Shadow insieme al chitarrista e cantante Peter Beckett, anche lui ex-membro della band. Nel 2002 Ronn Moss incise il primo album come solista, I'm Your Man, cui fece seguito, tre anni dopo, Uncovered; il brano It's All About You è stato trasmesso anche in radio in Italia. Contemporaneamente al cd è uscito anche il calendario dell'attore-cantante.
Nel 2013, dopo la riunione con i Player, è uscito l'album Too Many Reasons.

### Il successo mondiale diBeautiful
Nel 1987 Ronn Moss viene scelto per interpretare Ridge Forrester nella soap opera Beautiful. Insieme a lui vengono scelti anche John McCook, nei panni di suo padre Eric Forrester, Susan Flannery, nei panni di sua madre Stephanie Douglas Forrester e Katherine Kelly Lang, nei panni della sua compagna di vita Brooke Logan. Ronn Moss insieme a Katherine Kelly Lang detiene il record di maggiori puntate interpretate fino ad oggi. Il ruolo di Ridge ha dato a Moss una notevole fama in tutto il mondo.
Grazie a questa parte, Moss ha ricevuto molti riconoscimenti come attore, tra i quali 7 candidature ai Soap Opera Digest Awards, oltre ad altri numerosi premi internazionali.
Nel 2012 Ronn Moss non rinnova il contratto con la soap, abbandonando il ruolo di Ridge Forrester dopo 25 anni. L'attore ha girato la sua ultima puntata (la 6407) il 14 agosto 2012; l'episodio è andato in onda negli USA il mese successivo mentre in Italia la puntata è stata trasmessa il 12 luglio 2013.

### La carriera oltreBeautiful
Come attore ha fatto il suo esordio in Italia nel film di Giacomo Battiato, I Paladini: Storia d'armi e d'amori con Barbara De Rossi, sua amica, nel 1983. Ha poi preso parte a molti film, come Il sostituto nel 2000 con Eric Roberts, mentre è stato protagonista di film come Agguato alle Hawaii (1987) che ha avuto discreto successo.
Nel 2004 ha girato Christmas in Love per la regia di Neri Parenti recitando a fianco di Annamaria Barbera.
Nel 2007 interpreta Her Morbid Desires (2007), nel ruolo del conte Dracula.
L'anno successivo insieme a John Travolta e Miley Cyrus ha doppiato il film Disney Bolt - Un eroe a quattro zampe (2008).
Nel 2010 prende parte come concorrente alla trasmissione televisiva italiana Ballando con le stelle, trasmessa da Rai1, e di cui è finalista ma non vincitore, classificandosi al 2º posto. Grazie a questa partecipazione è stato ospite in programmi Rai come La vita in diretta, Domenica in..., Premio Regia Televisiva e molti altri.
Ha realizzato nel 1990 il fotoromanzo California Story, per il settimanale Grand Hotel. Il fotoromanzo è stato ripubblicato nel 2010 dalla stessa rivista.
Nel 2014 è special guest per un episodio della storica soap opera della ABC General Hospital.
A settembre 2021, partecipa al programma italiano Star in the Star,condotto da Ilary Blasi, in onda su Canale 5, venendo eliminato alla seconda puntata sotto la maschera di Paul McCartney.
Nel 2023 ha ricevuto alla Camera dei Deputati il Premio America della Fondazione Italia USA.

### Vita privata
È stato sposato dal gennaio 1990 a luglio 2002 con l'attrice e scrittrice Shari Shattuck, da cui ha avuto due figlie: Creason Carbo (nata nel 1994) e Caleb Maudine (nata nel 1998). Dal settembre 2009 è sposato con la modella e attrice Devin Devasquez.

## Filmografia

### Cinema
- I paladini: storia d'armi e d'amori, regia di Giacomo Battiato (1983)
- Due amori, due omicidi, regia di John Florea (1987)
- Agguato alle Hawaii, regia di Andy Sidaris (1987)
- Il sostituto, regia di Sam Firstenberg (2000)
- Christmas in Love, regia di Neri Parenti (2004)
- The Boneyard Collection, regia di Edward L. Plumb (2006)
- Her Morbid Desires, regia di Edward L. Plumb (2007)
- Bolt - Un eroe a quattro zampe, regia di Chris Williams (2008)
- The Next Mrs. Jacob Anderson, regia di Dennis LaValle (2009)
- The Brentwood Connection, regia di Gloria Kisel (2013)
- Viaggio a sorpresa (Surprise Trip), regia di Roberto Baeli (2021)

### Televisione
- Trapper John – serie TV, 1 episodio (1985)
- Beautiful (The Bold and the Beautiful) – soap opera (1987-2012) – Ridge Forrester
- Il barone – miniserie TV (1995)
- Six Feet Under – serie TV, 1 episodio (2002)
- General Hospital – soap opera (2014)

## Programmi televisivi
- Ballando con le stelle – Concorrente (Rai 1, 2010)
- Star in the Star – Concorrente (Canale 5, 2021)

## Doppiatori italiani
- Claudio Capone in Beautiful (puntate 1-5252); Christmas in Love
- Tonino Accolla in I Paladini: Storia d'armi e d'amori
- Roberto Chevalier in Agguato alle Hawaii
- Fabrizio Pucci in Beautiful (puntate 5253-6407)

## Riconoscimenti

### Soap Opera Digest Awards
Nomination:
- Personaggio maschile dell'anno, per Beautiful (1993)
- Personaggio maschile dell'anno, per Beautiful (1994)
- Miglior coppia in una soap opera (con Katherine Kelly Lang), per Beautiful (1995)
- Personaggio maschile dell'anno, per Beautiful (1997)
- Personaggio maschile dell'anno, per Beautiful (1998)
- Miglior interpretazione di coppia (con Hunter Tylo) in una soap opera, per Beautiful (2002)
- Miglior triangolo d'amore (con Katherine Kelly Lang e Jack Wagner), per Beautiful (2005)

### Golden Boomerang Awards
Vinti:
- Miglior attore, per Beautiful (2004)
- Miglior coppia (con Katherine Kelly Lang), per Beautiful (2004)
- Miglior coppia (con Katherine Kelly Lang), per Beautiful (2006)

### Soap Opera Update Awards
Vinti:
- Miglior attore, per Beautiful (1989)
- Miglior attore, per Beautiful (1993)
- Miglior attore, per Beautiful (1994)
- Miglior attore, per Beautiful (1997)